# Maurice Rousselle
L'adjudant Maurice Albert Rousselle est un as de l'aviation de la Première Guerre mondiale, crédité de cinq victoires aériennes.
Sergent au 42e régiment d'infanterie, devenu pilote, il est affecté à l'escadrille SPA81 du GC 15 (Groupe de commandement no 15).

## Victoires
| n° | Date          | Heure | Avion | Adversaire | Localisation    |
| -- | ------------- | ----- | ----- | ---------- | --------------- |
| 1  | 05 avril 1918 |       | Spa81 | Ballon     | Chauny          |
| 2  | 31 mai 1918   |       | Spa81 | Ballon     | Juvigny         |
| 3  | 03 juin 1918  |       | Spa81 | EA         |                 |
| 4  | 06 juin 1918  |       | Spa81 | Ballon     | N-E de Soissons |
| 5  | 05 oct 1918   |       | Spa81 | Ballon     |                 |

## Pour approfondir
- Liste des as de la Première Guerre mondiale